# کریس ریچاردز
کریس ریچاردز (انگلیسی: Chris Richards؛ زادهٔ ۲۸ مارس ۲۰۰۰) بازیکن فوتبال اهل ایالات متحده آمریکا است.
از باشگاه‌هایی که در آن بازی کرده‌است می‌توان به باشگاه فوتبال بایرن مونیخ ۲ و باشگاه فوتبال بایرن مونیخ اشاره کرد.
وی همچنین در تیم‌های ملی فوتبال زیر ۲۰ سال، زیر ۲۳ سال و بزرگسالان ایالات متحده آمریکا بازی کرده‌است.

## دوران باشگاهی

### اف‌سی دالاس
ریچاردز که در برمینگم، آلاباما به دنیا آمد و بزرگ شد، پس از گذراندن مدتی با تگزاس اس سی هیوستون، در سال ۲۰۱۷ به آکادمی اف سی دالاس پیوست. او در ابتدا نتوانست توجه اف‌سی دالاس را به خود جلب کند، اما پس از بازی مقابل آنها، نظر اریک کویل، مربی آکادمی را به خود جلب کرد.
در ۱۲ آوریل ۲۰۱۸، او قراردادی حرفه‌ای با اف‌سی دالاس امضا کرد.

### بایرن مونیخ
در ماه مه ۲۰۱۸، ریچاردز به همراه هم تیمی خود در دالاس، توماس رابرتز، به عنوان بخشی از توافق بین دو باشگاه، به یک آزمایش ۱۰ روزه در بایرن مونیخ رفتند.
در نتیجه عملکرد او در طول تست، در ماه ژوئیه به او پیشنهاد پیوستن قرضی یک ساله به باشگاه آلمانی داده شد.
در ۲۱ ژوئیه ۲۰۱۸، ریچاردز اولین بازی را برای تیم بزرگسالان بایرن در جام بین‌المللی قهرمانان ۲۰۱۸ انجام داد و در دقیقه ۶۲ از پیروزی ۳–۱ مقابل باشگاه فوتبال پاری سن-ژرمن به جای ساندرو واگنر بازی کرد.در طول فصل ۲۰۱۸–۲۰۱۹، او مدتی را با بایرن مونیخ زیر ۱۹ سال گذراند و به عنوان شروع کننده ثابت تیم بود و به خاطر توانایی‌های هوایی و مهارت‌هایش در پاس دادن مورد تحسین قرار گرفت.
در ۱۹ ژانویه ۲۰۱۹، ریچاردز قرارداد دائمی یک‌ونیم میلیون دلاری را با بایرن مونیخ امضا کرد.
ریچاردز به باشگاه فوتبال بایرن مونیخ ۲ منتقل شد و در نهایت ۳۰ بازی انجام داد و ۴ گل برای آن‌ها به ثمر رساند. بایرن مونیخ ۲، در لیگا ۳ مشغول به فعالیت بود و در آن فصل قهرمان شد.
در ۲۰ ژوئن ۲۰۲۰، ریچاردز اولین بازی خود در بوندس‌لیگا را در پیروزی ۳–۱ مقابل فرایبورگ انجام داد.
او اولین بازی فیکس خود را برای بایرن مونیخ در برابر هرتا برلین در ۴ اکتبر ۲۰۲۰ انجام داد، که در آن یک پاس گل برای رابرت لواندوفسکی در دقیقه ۵۱ از پیروزی ۴–۳، ارسال کرد.
در ۲۵ نوامبر ۲۰۲۰، ریچاردز اولین بازی خود در لیگ قهرمانان اروپا برای بایرن در جریان پیروزی ۳–۱ مقابل ردبول سالزبورگ انجام داد و در دقیقه ۷۹ با به میدان آمدن خاوی مارتینز از بازی خارج شد.

#### هوفنهایم (قرضی)
در ۱ فوریه ۲۰۲۱، ریچاردز به صورت قرضی برای باقی‌مانده فصل به تیم بوندسلیگایی هوفنهایم پیوست.

### کریستال پالاس
ریچاردز پس از انتقال از بایرن مونیخ با مبلغ ۱۲ میلیون یورو، در ۲۷ ژوئیه ۲۰۲۲ قراردادی ۵ ساله با باشگاه فوتبال کریستال پالاس امضا کرد و راهی لیگ جزیره شد.

## دوران ملی
در ژانویه ۲۰۱۸، ریچاردز برای کمپ سران تیم ملی جوانان MNT فراخوانده شد، که در آن ۱۵۳ بازیکن از تیم‌های ملی جوانان زیر ۱۶، زیر ۱۷، زیر ۱۸، زیر ۱۹ و زیر ۲۰ سال جمع‌آوری شدند. در مه ۲۰۱۸، او اولین بازی خود را برای تیم زیر ۲۰ سال ایالات متحده در بازی مقابل هندوراس انجام داد. در ۱۲ نوامبر ۲۰۱۸، ریچاردز برای مسابقات قهرمانی زیر ۲۰ سال کونکاکاف به عنوان یکی از سه جایگزین مجاز قبل از شروع «مرحله مقدماتی» فراخوانده شد. سپس او در دو بازی از سه بازی باقیمانده تورنمنت، از جمله فینال، پیروزی ۲–۰، مقابل مکزیک، به عنوان یکی از یازده نفر ابتدایی شروع کرد.
در ۱۰ مه ۲۰۱۹، ریچاردز توسط تب راموس سرمربی تیم در فهرست ۲۱ نفره دعوت شده برای ایالات متحده در جام جهانی فوتبال زیر ۲۰ سال ۲۰۱۹ قرار گرفت.این مدافع تمام پنج مسابقه ای را که آمریکایی‌ها در این تورنمنت انجام دادند، از جمله برد خیره کننده ۳–۲ مقابل فرانسه، به عنوان بازیکن اصلی آغاز کرد. ریچاردز در تمام بازی‌ها به جز یکی از بازی‌ها (مسابقه مقابل نیجریه) حضور داشت.
او اولین دعوت خود را به تیم بزرگسالان ایالات متحده برای مسابقات مقابل ولز و پاناما در نوامبر ۲۰۲۰ دریافت کرد. ریچاردز متعاقباً اولین بازی ملی خود را به عنوان یک تعویض دیرهنگام مقابل پاناما انجام داد.

## زندگی شخصی
پدر ریچاردز، کن ریچاردز، نیز بسکتبالیست حرفه‌ای بازنشسته است که سابقه بازی در کشورهایی مثل استرالیا، ایسلند و بولیوی را دارد.